# Любомищенко, Пелагея Ивановна
Пелагея Ивановна Любомищенко (1905 — неизвестно, посёлок Войковский, Амвросиевский район, Донецкая область, Украинская ССР) — звеньевая свиноводческого совхоза «Металлист» Министерства совхозов СССР, Амвросиевский район Сталинской области, Украинская ССР. Герой Социалистического Труда (1949).

## Биография
Родилась в 1905 году в крестьянской семье в одном из сельских населённых пунктов современной Ростовской области. С раннего возраста трудилась в сельском хозяйстве. В послевоенные годы трудилась звеньевой в отделении № 2 свиноводческого совхоза «Металлист» Амвросиевского района с центральной усадьбой в посёлке Войковский Амвросиевского района.
В 1948 году звено под её руководством собрало в среднем с каждого гектара по 30,36 центнера пшеницы на участке площадью 42 гектара. Указом Президиума Верховного Совета СССР от 6 апреля 1949 года удостоена звания Героя Социалистического Труда за «получение высоких урожаев пшеницы и кукурузы при выполнении совхозом плана сдачи государству сельскохозяйственных продуктов в 1948 году и обеспеченности семенами всех культур в размере полной потребности для весеннего сева 1949 года» с вручением ордена Ленина и золотой медали «Серп и Молот» (№ 3265).
Этим же указом званием Героя Социалистического Труда были награждены директор совхоза «Металлист» Пётр Борисович Янатьев, старший агроном Сергей Иосифович Сологубов, труженики совхоза звеньевые Александра Прокофьевна Губанова, Анна Мироновна Красюк и Мария Николаевна Мёд.
После выхода на пенсию проживала в посёлке Войковский Амвросиевского района. С 1968 году — персональный пенсионер союзного значения. Дата смерти не установлена.